# Amandus Ludovicus Sticker
Amandus Edwardus Sticker (Reninge, 5 april 1843 - Reninge, 19 oktober 1924) was een Belgisch katholiek politicus. Hij was gemeenteraadslid, schepen en burgemeester van de gemeente Reninge.

## Levensloop
Amandus Sticker was een zoon van Carolus Ludovicus Sticker (1807-1859) en Maria-Theresia Haghebaert (1808-1876). Hij was landbouwer en huwde op 26 november 1876 met Nathalie Juliana Merlevede (1843-1916). Ze hadden vijf kinderen, van wie er twee zonen ook in de lokale politiek stapten: 
- Theophiel Sticker (1878-1955) werd vanaf 1926 katholiek gemeenteraadslid en vanaf 1935 schepen in Reninge en dit tot aan zijn overlijden.
- Achiel Sticker (1881-1964) werd vanaf 1926 als katholiek gemeenteraadslid en vanaf 1957 schepen in Westvleteren en dit tot aan zijn overlijden.
- Zijn achterkleinzoon Frans Vanheule (1938) was schepen (1964-1994) en burgemeester van de fusiegemeente Lo-Reninge van 1995 tot 2005.
- Een verwant is Henri Sticker (1900). Hij werd verkozen in 1937 tot eerste schepen van Hoogstade. Dit schepenambt bleef hij behouden tot aan de gemeentefusie met Alveringem in 1970.

Sticker werd verkozen tot katholiek gemeenteraadslid voor Reninge op 25 oktober 1881. Als schepen werd hij benoemd door het koninklijk besluit van 3 maart 1885. Hij behield deze functie tot aan zijn benoeming als burgemeester op 1 maart 1897. Op 17 maart 1897 legde hij voor de eerste maal de eed af in handen van arrondissementscommissaris Leopold Bieswal in Veurne.  
Als katholiek raadslid en schepen zetelde hij sinds 1 juli 1882 in de kerkraad van de Sint-Rictrudiskerk van Reninge. Op 1 april 1888 werd hij verkozen als voorzitter van de kerkraad. Deze functie blijft hij behouden tot aan zijn benoeming tot burgemeester in 1897. Hij bleef burgemeester tot aan zijn overlijden op 19 oktober 1924. Hij was opvolger van Engel-Albertus Haghebaert (1819-1897) en werd zelf opgevolgd door notaris Victor Pieters. Hij was onder meer medeverantwoordelijk voor voor de aanleg van de Buurtspoorweg Diksmuide - Ieper - Poperinge (1897-1906), en de wederopbouw van zijn gemeente na de Eerste Wereldoorlog. Van 1905 tot 1921 maakte hij deel uit van de naamloze maatschappij voor uitbating der buurtspoorwegen van den omtrek Dixmude. 
Ook zijn broer Theophile Sticker-Toulouse (1853-1913) had politieke ambities en sociaal engagement. In 1888 werd hij verkozen als lid van het Bureel van Weldadigheid van Reninge. Als voorzitter werd hij benoemd door de gemeenteraad in 1896. Deze functie bleef hij behouden tot aan zijn overlijden op 23 februari 1913. Beide broers Sticker hadden tot aan de Eerste Wereldoorlog de lokale politiek stevig in handen.   
Op 9 november 2010 zond Canvas een historische tv-documentaire uit onder de titel Niets is zwart-wit over de wederopbouw van Reninge na 1918. Hoofdfiguur in dit programma was Amandus Sticker.

## Eretekens
- Burgerlijk Kruis 1e klasse
- Burgerlijke Medaille 1e klasse (1910)
- Gouden Medaille der Kroonorde
- Burgerlijke medaille 1914-1918 1e klasse
- Beroepsverenigingsereteken 1e klasse

## Verwantschappen
Amandus Ludovicus Sticker verwant met:
- E.H. Placide Bernardus Haghebaert (Noordschote, 1849 - Leuven, 1905), priester en dominicaan. Haghebaert was Vlaams schrijver en vertaler. Als West-Vlaams taalparticularist behoorde hij tot de kringen rond Guido Gezelle, Hugo Verriest, Adolf Duclos en Karel de Gheldere.
- Honoré Haghebaert (Elverdinge, 1866 - Proven, 1936), notaris en schepen in Proven, Honoré Haghebaert was Vlaams dichter en leerling van Hugo Verriest.
- E.H. Jules Maria Perquy (Brugge, 1870 - Leuven, 1946), priester en dominicaan. Perquy was stichter en directeur van de Sociale Scholen in Heverlee.
- Leo Marie Perquy (Brugge, 1872 - Brugge, 1931), ingenieur bij de firma Coiseau & Cousin, betrokken bij de uitbouw van de zeehaven van Brugge en het Zeekanaal (1896-1907) en ere-hoofdingenieur van de Buurtspoorwegen van West-Vlaanderen.
- Chris Vandewalle (1976), archivaris van de stad Diksmuide.